# توني أورلاندو
توني أورلاندو (بالإنجليزية: Tony Orlando) هو مغني وموسيقي وممثل أمريكي، ولد في 3 أبريل 1944 بنيويورك في الولايات المتحدة.

## أعمال

### أفلام
- (1976) ميلاد نجم[7]

## وصلات خارجية
- توني أورلاندو على موقع IMDb (الإنجليزية)
- توني أورلاندو على موقع روتن توميتوز (الإنجليزية)
- توني أورلاندو على موقع ميوزك برينز (الإنجليزية)
- توني أورلاندو على موقع قاعدة بيانات برودواي على الإنترنت (الإنجليزية)
- توني أورلاندو على موقع قاعدة بيانات برودواي على الإنترنت (الإنجليزية)
- توني أورلاندو على موقع إن إن دي بي (الإنجليزية)
- توني أورلاندو على موقع أول ميوزيك (الإنجليزية)
- توني أورلاندو على موقع ديسكوغز (الإنجليزية)
- توني أورلاندو على موقع قاعدة بيانات الفيلم (الإنجليزية)